# アナトール・フィストゥラーリ
アナトール・フィストゥラーリ（Anatole Fistoulari, 1907年8月20日 - 1995年8月21日）は、ウクライナ出身のイギリスの指揮者。ウクライナ語名アナトリー・フィストゥラーリ（Анатолій Фістуларі）。

## 略歴
ニコライ・リムスキー＝コルサコフ、アントン・ルビンシテインに師事し、指揮者兼作曲家として高名であったグレゴリー・フィストゥラーリを父に、ウクライナのキエフに生まれる。アナトールは神童として知られ、7歳にしてチャイコフスキーの交響曲第6番『悲愴』を指揮した。ロシア・オペラ・グループを組織し、シャリアピン・オペラ協会、モンテカルロ・ロシア・バレエ団の指揮者を歴任、1943年から1944年まで、ロンドン・フィルハーモニー管弦楽団の首席指揮者をつとめた。1948年、イギリス国籍取得。フィストゥラーリはとりわけバレエ音楽の指揮に長け、評論家の宇野功芳は1960年代初頭にアムステルダム・コンセルトヘボウ管弦楽団と録音したチャイコフスキーの『白鳥の湖』を屈指の名盤と評価している。
1947年にグスタフ・マーラーの次女アンナ・マーラーと結婚したが1956年に離婚し、1957年にカール・フレッシュの弟子でヴァイオリン奏者のエリザベス・ロックハート（Elizabeth Lockhart，1921年 - 1999年）と再婚した。なお、エリザベスはかつて弟弟子のヨーゼフ・ハシッドに想いを寄せられ、失恋によって彼のキャリアを終わらせた女性でもある。